# Mitchell Aubusson

a Compétitions nationales et continentales officielles uniquement.

b Matchs officiels uniquement.
Mitchell Aubusson, né le 1er octobre 1987 à Sydney (Australie), est un joueur de rugby à XIII australien au poste de demi d'ouverture, de troisième ligne, de centre, de deuxième ligne ou de talonneur dans les années 2000 et 2010. Il fait ses débuts en National Rugby League en 2007 avec les Roosters de Sydney avec lesquels il remporte la NRL à trois reprises en 2013, 2018 et 2019 ainsi que deux World Club Challenge en 2014 et 2019. Par ailleurs, il est sélectionné à deux reprises dans l'équipe de Country pour l'opposition annuelle City vs Country Origin.

## Biographie
Son frère, James Aubusson, est joueur de rugby à XIII.

## Palmarès
- Collectif : 
  - Vainqueur du World Club Challenge : 2014, 2019 et 2020 (Sydney Roosters).
  - Vainqueur de la National Rugby League : 2013, 2018 et 2019 (Sydney Roosters).
  - Finaliste de la National Rugby League : 2010 (Sydney Roosters).

### En club
| Saison | Club            | Compétition           | Matchs | Points | Essais | Buts | Drop |
| ------ | --------------- | --------------------- | ------ | ------ | ------ | ---- | ---- |
| 2007   | Sydney Roosters | National Rugby League | 17     | 12     | 3      | 0    | 0    |
| 2008   | Sydney Roosters | National Rugby League | 22     | 36     | 9      | 0    | 0    |
| 2009   | Sydney Roosters | National Rugby League | 17     | 16     | 4      | 0    | 0    |
| 2010   | Sydney Roosters | National Rugby League | 26     | 32     | 8      | 0    | 0    |
| 2011   | Sydney Roosters | National Rugby League | 8      | 4      | 1      | 0    | 0    |
| 2012   | Sydney Roosters | National Rugby League | 24     | 12     | 3      | 0    | 0    |
| 2013   | Sydney Roosters | National Rugby League | 26     | 28     | 7      | 0    | 0    |
| 2014   | Sydney Roosters | National Rugby League | 26     | 20     | 5      | 0    | 0    |
| 2015   | Sydney Roosters | National Rugby League | 26     | 20     | 5      | 0    | 0    |
| 2016   | Sydney Roosters | National Rugby League | 22     | 20     | 5      | 0    | 0    |
| 2017   | Sydney Roosters | National Rugby League | 25     | 20     | 5      | 0    | 0    |
| 2018   | Sydney Roosters | National Rugby League | 24     | 4      | 1      | 0    | 0    |
| 2019   | Sydney Roosters | National Rugby League | 26     | 28     | 7      | 0    | 0    |